# Dysmachus stylifer
Dysmachus stylifer là một loài ruồi trong họ Asilidae. Dysmachus stylifer được Loew miêu tả năm 1854.